# NGC 471
NGC 471 è una galassia lenticolare situata nella costellazione dei Pesci a una distanza di circa 184 milioni di anni luce dalla Terra.
Fu scoperta il 3 novembre 1864 dall'astronomo tedesco Albert Marth.